# Teja Goršič
Teja Goršič (Lubiana, 7 luglio 1999) è una cestista slovena.

## Carriera
Con la Slovenia ha disputato due edizioni dei Campionati europei (2019, 2021).